# Elatostema wangii
Elatostema wangii là loài thực vật có hoa trong họ Tầm ma. Loài này được Q.Lin & L.D.Duan mô tả khoa học đầu tiên năm 2003.